# Evelyn Boyd Granville
Evelyn Boyd Granville   (Washington DC, 1 de maig de 1924 - Silver Spring, 27 de juny de 2023) és una matemàtica, física teòrica i astrònoma afroamericana, va ser la segona dona afroamericana a doctorar-se en Matemàtiques, amb la tesi titulada: On Laguerre Sèries in the Complex Domain (1949).
Va participar en moviments pels drets civils de les dones i de la població negra, com el liderat per Martin Luther King.
Evelyn Boyd Granville va néixer en una família afroamericana molt modesta; filla de Julia Walker i William Boyd, que exercia qualsevol feina que li permetés mantenir la seva família (porter, xofer, missatger…). Va patir els efectes de la Gran depressió de 1929, malgrat que el seu pare va mantenir la família venent verdures en un camió. Malgrat no faltar-li ni aliment ni casa, la seva estructura familiar es va veure trastocada quan, sent ella molt jove, els seus pares van decidir divorciar-se, per la qual cosa Evelyn es va quedar a cura de la seva mare, que a partir d'aquest moment va treballar en l'Oficina d'Enregistrament i Impressió del Govern dels Estats Units fins a la seva jubilació.
Tota la seva formació bàsica la va realitzar en escoles de Washington D.C., estudiant en la Dunbar High School, on es va graduar amb unes extraordinàries qualificacions. Llavors Evelyn va sol·licitar ingrés i beca en el Smith College de Northampton (Massachusetts) i en el Mount Holyoke College en South Hadley. Malgrat que l'ingrés va ser acceptat per les dues universitats, però cap d'elles li va concedir la beca sol·licitada. D'aquesta manera, Evelyn va aconseguir estudiar en el Smith College gràcies al suport econòmic de la seva mare, la seva tia Louise (les quals van aportar mil dòlars a parts iguals) i de la societat Phi, Delta, Kappa (que li va concedir una ajuda de cent dòlars). Amb aquests recursos econòmics va començar el 1941 els seus estudis amb l'ambició d'arribar a ser professora de matemàtiques.
En el Smith College va estudiar matemàtiques, física teòrica i astronomia, matèria aquesta última que la fascinava; va poder continuar els seus estudis perquè després d'aquest primer any va començar a rebre beques i a més a l'estiu treballava en l'Oficina Nacional d'Estàndards de Washington, fins que el 1945 va acabar la seva llicenciatura al mateix temps que acabava la Segona Guerra Mundial i començava la guerra freda.
Va obtenir el doctorat per Yale, gràcies a una beca que va rebre de la Smith Student Aid Society of Smith College, el 1949, amb una tesi doctoral en la qual es discutia les propietats de les sèries de Laguerre en el domini complex, titulada On Laguerre Sèries in the Complex Domain; supervisada per Einar Hille. Malgrat el seu extraordinari currículum i la seva excepcional intel·ligència, va ser rebutjada per treballar en el New York City College; va obtenir la seva primera feina a l'Institut Universitari de Matemàtiques i Ciències de Nova York. Va fer servir el seu primer any de llicenciada per investigar i fer classes com a ajudant a temps parcial en el departament de matemàtiques. En aquesta etapa va establir la seva residència a la ciutat de Nova York, on va poder sentir de forma molt personal la discriminació. Malgrat que les lleis prohibien la segregació racial, els costums discriminatoris estaven molt arrelats, fins al punt d'haver de viure un temps a l'apartament d'una amiga de la seva mare. Aquesta experiència tan humilant la va portar a renunciar a aquest lloc de treball, decisió que va justificar pel soroll, la brutícia i els enormes blocs de formigó de la ciutat, que la feien sentir malament.
El 1950 va obtenir un lloc de professora adjunta a la Universitat de Fisk, a Nashville, Tennessee El 1952 va tornar a Washington per treballar com a matemàtica a l'Oficina Nacional d'Estadística, on cobrava bastant més que com a professora. És llavors quan entra en contacte amb el món de la programació informàtica, i a interessant-se molt en aquest nou camp. Comença d'aquesta manera la seva faceta com a programadora, adquirint una experiència que li permetria passar a treballar en IBM, tornant a fixar la seva residència a Nova York. D'aquesta manera, quan, al 1956, la NASA va signar un contracte amb IBM per dissenyar, escriure i mantenir programes d'ordinador per al programa espacial dels EUA; i la companyia va obrir el Centre de Computació de Vanguard, a Washington, Evelyn Boyd Granville va sol·licitar i va aconseguir el trasllat a aquest centre de la capital de l'estat. En aquest nou treball, va formar part de l'equip de professionals d'IBM que es van responsabilitzar del càlcul d'òrbites i de procediments per controlar vehicles espacials, tant per al Projecte Vanguard de la NASA, com per al Projecte Mercury.
El 1960 es va casar amb el reverend Gamaliel Mansfield Collins, pare de dues filles i va deixar IBM, per traslladar-se a Los Angeles, Califòrnia. És en aquest moment quan entra a formar part d'un equip d'estudi i recerca de mètodes de càlcul d'òrbites.
El reverend Mansfield era membre d'un equip de captadors de fons per a Martin Luther King, ajudant a més a l'organització d'esdeveniments de diversa índole relacionats amb la defensa dels drets civils. Aquesta influència va motivar Evelyn a comprometre's amb el Moviment dels Drets Civils per als afroamericans i participar en els programes del Dia de la Dona.
Durant els anys 1960, quan la carrera per l'espai era en el moment més àlgid, Iuri Gagarin va navegar per l'espai el 1961. La resposta americana no es va fer esperar i la recentment creada NASA seguia requerint grans professionals dels camps de les matemàtiques, la física i l'astronomia, així com de la programació informàtica, tots ells dominats per Evelyn Boyd Granville. D'aquesta manera el 1962 torna a incorporar-se a l'equip d'especialistes investigadors de la Companyia Nord-americana d'Aviació, la qual dissenyava treballs per al Projecte Apollo. El 1963 va passar a IBM, en la Divisió Federal de Sistemes, on va fer tasques similars.
El 1967 va tenir l'oportunitat de treballar novament a Washington, però va romandre a Los Angeles, on va rescindir el contracte amb IBM i es va centrar en la resolució del seu divorci, després del qual va passar a treballar com a professora ajudant de matemàtiques a la Universitat Estatal de Califòrnia, a la ciutat de Los Angeles.
De 1968 a 1969, Evelyn Boyd Granville va formar part de Projectes de Formació del Professorat que havien de fer-se càrrec de la introducció de la matemàtica moderna en els nivells elemental i secundari. És en aquest moment quan va escriure el seu llibre Theory and Application of Mathematics for Teachers.
El 1970 es va tornar a casar i es va traslladar a viure a una granja de Texas amb el seu marit Edward V. Granville. El 1984 es va jubilar, malgrat continuar fent classes de Matemàtiques i Informàtica, de forma voluntària, entre 1985 i 1988, en el College Texas a Tyler, en la càtedra de A. Lindsey. El 1989 el Smith College li va concedir un doctorat honoris causa, sent la primera dona negra a rebre aquest honor d'una institució americana. Ha pertangut al Consell Nacional de Professors de Matemàtiques i a la Societat Americana de Dones Universitàries.
Malgrat la seva edat avançada continua fent classes de forma voluntària a universitaris, en programes tutorials de nivell elemental i secundari i en programes d'alfabetització d'adults.